# Celina Jesionowska
Celina Jesionowska (verh. Gerwin, in zweiter Ehe Orzechowska; * 3. November 1933 in Łomża) ist eine ehemalige polnische Leichtathletin, die als Sprinterin international erfolgreich war.
Jesionowska gewann bei den Leichtathletik-Europameisterschaften 1958 in Stockholm gemeinsam mit Maria Chojnacka, Barbara Janiszewska und Maria Bibro die Bronzemedaille in der 4-mal-100-Meter-Staffel. Eine weitere Bronzemedaille in der Staffel errang sie bei den Olympischen Spielen 1960 in Rom zusammen mit Teresa Wieczorek, Barbara Janiszewska und Halina Richter. Im 200-Meter-Lauf verpasste sie hingegen die Qualifikation für das Finale.
Die 1,64 m große und 55 kg schwere Celina Jesionowska startete für den OWKS Lublin (1951–1953) und Legia Warschau (1954–1966). Sie wurde unter anderem mit dem Verdienstkreuz der Republik Polen und dem Orden Polonia Restituta ausgezeichnet.

## Bestleistungen
- 100 m: 11,8 s (1958)
- 200 m: 23,8 s (1960)